# 엑소시즘 오브 에밀리 로즈
《엑소시즘 오브 에밀리 로즈》(영어: The Exorcism of Emily Rose)는 2005년 미국의 법률 공포 영화이다. 독일에서 있었던 아넬리제 미헬의 엑소시즘 의식 실화를 소재로 삼았다. 스콧 데릭슨 감독이 연출하고, 로라 리니, 톰 윌킨슨, 제니퍼 카펜터, 캠벨 스콧 등이 출연하였다.

## 출연
- 로라 리니 - 에린 크리스틴 브루너 역
- 톰 윌킨슨 - 리처드 무어 신부 역
- 제니퍼 카펜터 - 에밀리 로즈 역
- 캠벨 스콧 - 이선 토머스 역
- 콜름 피오 - 칼 건더슨 역
- 조슈아 클로스 - 제이슨 역
- 케네스 웰시 - 뮬러 의사 역
- 덩컨 프레이저 - 그레이엄 카트라이트 의사 역
- J. R. 본 - 레이 역
- 메리 베스 허트 - 브루스터 판사 역
- 헨리 처니 - 브리그스 의사 역
- 쇼레 아그다슐루 - 사디라 아다니 의사 역